# こぎつね座V星
こぎつね座V星（こぎつねざVせい）は、こぎつね座の方向に位置する脈動変光星である。

## 概要
おうし座RV型変光星で、明るさは変光星総合カタログでは極大が8.05等、主極小が9.53等、副極小が8.65等としているが、アメリカ変光星観測者協会では8.05等と9.75等の間を変光するとしており、スカイカタログ2000.0では8.06等と9.35等の間を変光するとしている。周期は変光星総合カタログでは75.7日としているが、アメリカ変光星観測者協会では76.07日としており、スカイカタログ2000.0では75.72日としている。スペクトル型は変光に伴いG4eとK3の間を変化し、極小期にはM2になることもある。おうし座RV型変光星は平均光度が変化しないRVA型と平均光度が変化するRVB型に細分類されるが、こぎつね座V星はRVA型に分類される。

## 名称
学名はV Vulpeculae（略称：V Vul）、ボン掃天星表の番号はBD+26°3937。ヘンリー・ドレイパーカタログでの番号はHD 340667或いはHDE 340667。